# Drapeau du Japon
Vous lisez un « bon article » labellisé en 2014.
Cette page contient des caractères spéciaux ou non latins. S’ils s’affichent mal (▯, ?, etc.), consultez la page d’aide Unicode.

Pavillon de guerre de la Marine impériale japonaise et pavillon actuel de la Force maritime japonaise d'autodéfense

Drapeau de guerre.

Le drapeau du Japon est un drapeau blanc avec un grand disque rouge en son centre (représentant le soleil, plus précisément la déesse shinto du soleil Amaterasu). C'est le drapeau civil, le drapeau d'État, le pavillon marchand et le pavillon d'État du Japon. Il est connu sous le nom de Hinomaru (日の丸の旗, hi no maru no hata, « drapeau au disque solaire »), ou plus officiellement sous le nom de Nisshōki (日章旗, étendard japonais) en japonais. Le rapport entre la hauteur et la largeur du drapeau est de 2:3, et le diamètre du disque est trois cinquièmes de la hauteur du drapeau.
Le drapeau Nisshōki est le drapeau national depuis la loi relative aux drapeau et hymne nationaux, promulguée et effective depuis le 13 août 1999. Bien qu'il n'y ait pas de législation antérieure le désignant comme drapeau national, il est déjà considéré comme le drapeau national de facto du Japon. En effet, deux proclamations ont été émises en 1870 par le Daijō-kan, le corps gouvernemental au début de l'ère Meiji, chacune d'entre elles ayant une disposition sur la composition du drapeau national. Un drapeau avec un disque solaire a été adopté comme drapeau national pour les navires marchands sous la Proclamation no 57 de Meiji 3 (publiée le 27 février 1870), et comme drapeau national utilisé par la Marine sous la Proclamation no 651 de Meiji 3 (publiée le 27 octobre 1870). L'utilisation du Hinomaru a été sévèrement limitée pendant le début de l'occupation américaine après la Seconde Guerre mondiale même si ces restrictions ont été assouplies par la suite.
Le motif du Hinomaru est parfois présent sur les drapeaux de certains daimyos et samouraïs. L'antique Shoku Nihongi indique que l'Empereur Monmu s'est servi d'un drapeau sur lequel figure un soleil dans sa cour en 701, ce qui en fait la plus ancienne utilisation enregistrée d'un drapeau à motif solaire au Japon. Le plus vieux drapeau encore visible est préservé au temple Unpō-ji à Kōshū, Yamanashi. Il date d'avant le XVIe siècle, et d'anciennes légendes racontent qu'il aurait été offert au temple par l'Empereur Go-Reizei au XIe siècle,,. Pendant la Restauration de Meiji, le disque solaire et l'emblème du soleil levant Kyokujitsuki de la Marine impériale japonaise deviennent tous deux des symboles majeurs d'un Empire japonais en développement. Des posters de propagande, des manuels et des films font du drapeau une source de fierté et de patriotisme. Dans les foyers japonais, des citoyens sont contraints d'afficher le drapeau pendant les jours fériés, les célébrations et d'autres occasions décrétées par le gouvernement. Différents objets et gages de dévotion au Japon et son empereur mettant en avant le motif du Hinomaru (via des slogans écrits sur un drapeau, des vêtements, ou encore de la vaisselle…) deviennent populaires pendant la Seconde Guerre sino-japonaise et d'autres conflits. Pendant la Seconde Guerre mondiale, chaque soldat ou presque possédait son hinomaru d'encouragement, un drapeau sur lequel les proches écrivaient des messages.
Ces dernières décennies, l'opinion du public sur le drapeau national est partagée. L'utilisation du drapeau et de l'hymne national Kimi ga yo est même parfois l'objet d'un conflit dans les écoles publiques du Japon. Des contentieux sur leur usage ont engendré manifestations et poursuites judiciaires. Pour les Okinawaïens, le drapeau représente les événements de la Seconde Guerre mondiale et la présence militaire américaine qui a suivi dans cette région. Pour certaines nations occupées par le Japon, le drapeau est le symbole de l'agression et de l'impérialisme. Le Hinomaru a en effet servi d'instrument contre les nations occupées dans le but d'intimider, d'affirmer la domination du Japon voire de soumission. Malgré les connotations négatives, les sources occidentales et japonaises indiquent que le drapeau est un symbole puissant et durable des Japonais. Plusieurs bannières militaires du Japon sont basées sur le Hinomaru, dont l'emblème naval des rayons du soleil. Le Hinomaru a également servi de modèle pour les autres drapeaux japonais d'usage public ou privé.

## Histoire

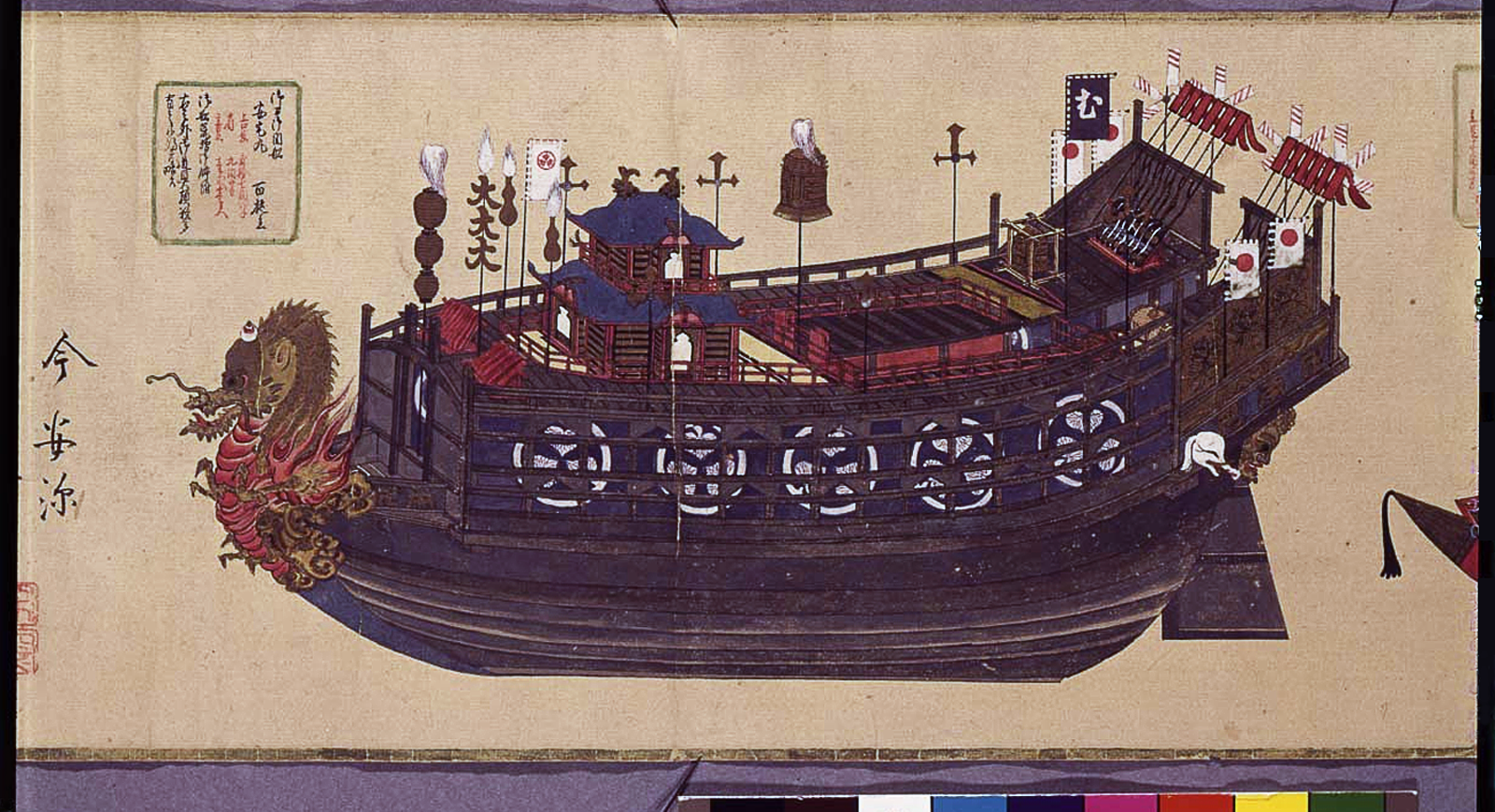
Un atakebune du XVIe siècle. Le drapeau flotte sur des mats à la poupe.

Une légende dit que son origine remonterait à la période où les Mongols ont menacé d'envahir le Japon au XIIIe siècle, et où le prêtre bouddhiste Nichiren est supposé avoir offert un disque solaire à l'Empereur du Japon, considéré comme le descendant d'Amaterasu la déesse du soleil. On ne sait pas de quand datent les premiers usages de ce symbole, mais il apparaît dans les peintures des batailles des XVe et XVIe siècles, et il est utilisé par les shogun au XVIIe siècle, sur leurs navires.
Depuis la restauration Meiji, en 1868, il est considéré comme le drapeau national du Japon, mais aucun document ne le déclare officiellement jusqu'au 13 août 1999, date d'une loi qui l’adopte en même temps que le Kimi Ga Yo devient hymne national ; la loi lève à cette occasion une ambiguïté, car on a pu jusque-là, le considérer comme drapeau national ou drapeau de l'Empereur.

### Avant 1900

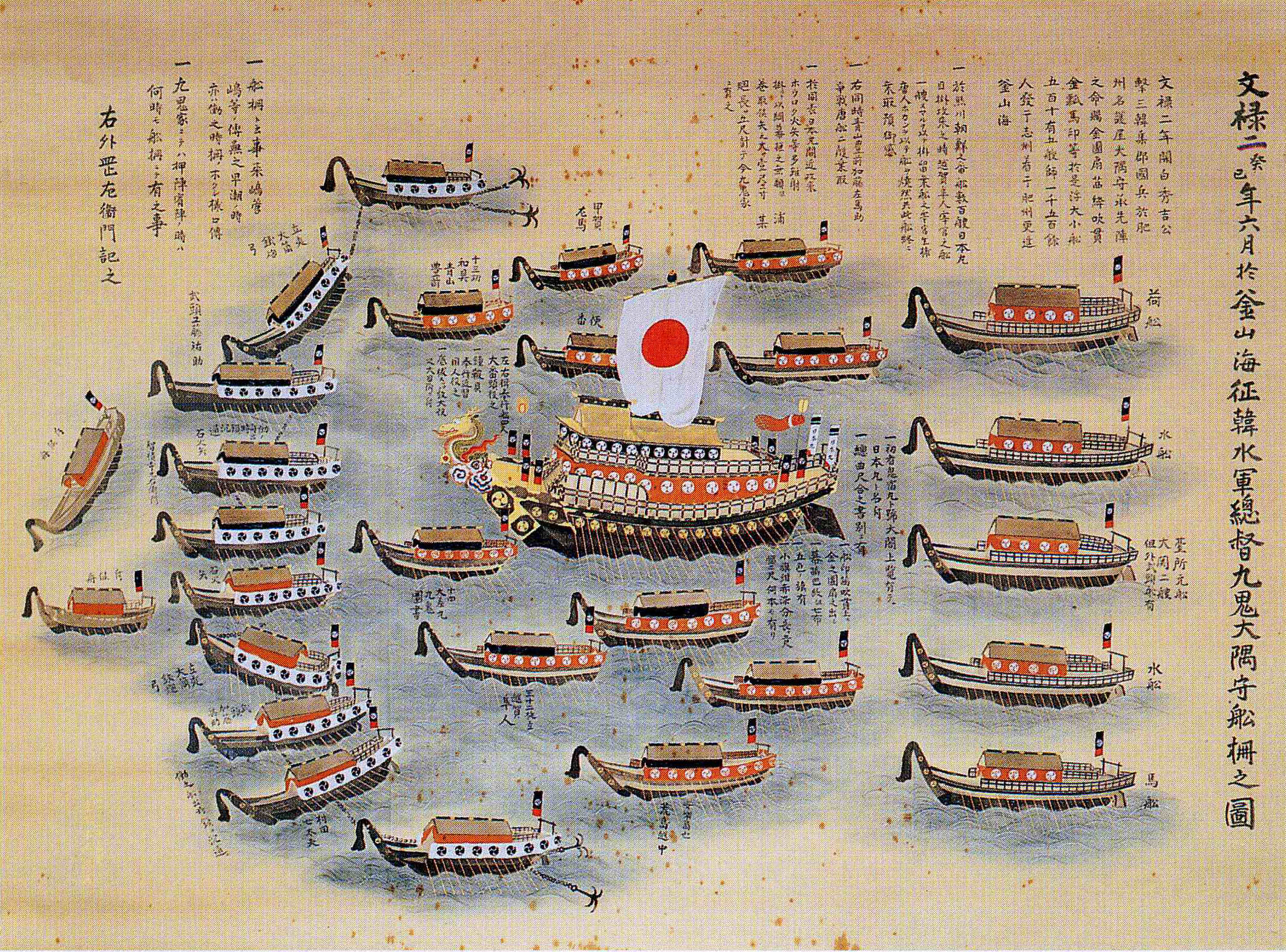
La flotte de Kuki Yoshitaka en 1594.

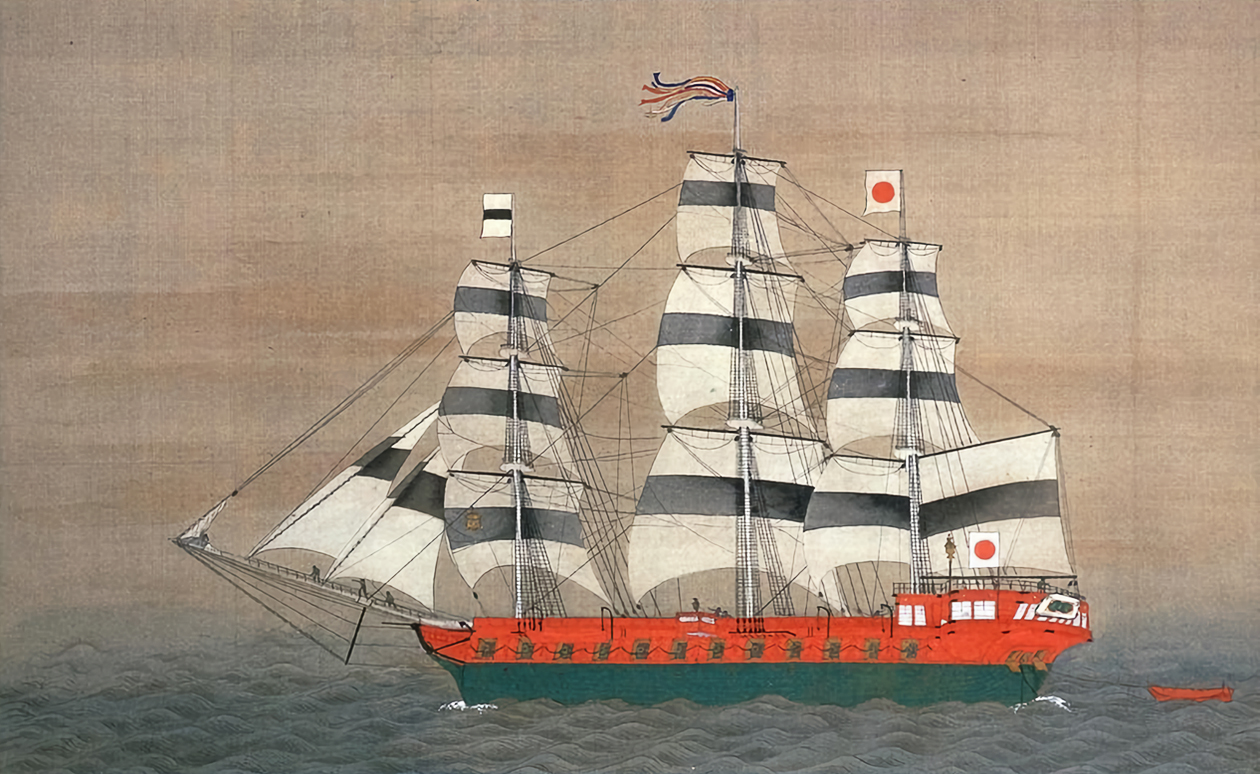
Le navire de guerre Asahi Maru du Shogunat Tokugawa en 1856.

L'origine exacte du Hinomaru est inconnue, mais le soleil levant semble avoir une signification symbolique remontant au début du VIIe siècle (le Japon étant à l'est du continent asiatique, et le soleil se lève à l'est de celui-ci). En 607, une correspondance d'un officiel qui commence par « de l'empereur du soleil levant » a été envoyée à l'Empereur chinois Sui Yangdi. Le Japon est souvent appelé « le pays du soleil levant ». Dans une œuvre du XIIe siècle, L'Aventure d'Heike, on trouve plusieurs samouraïs qui transportent avec eux des esquisses de soleil sur leurs éventails. Une légende associe le drapeau national au moine bouddhiste Nichiren. Il se dit que, pendant l'invasion mongole du Japon au XIIIe siècle, Nichiren a donné une bannière de soleil au shogun à porter pendant les batailles. Le soleil est aussi étroitement associé à la famille impériale, la légende disant que le trône impérial a été descendu du ciel par Amaterasu, la déesse du Soleil,.
Un des plus vieux drapeaux du Japon repose au temple Unpo-ji dans la préfecture de Yamanashi. La légende raconte qu'il a été offert par l'Empereur Go-Reizei à Minamoto no Yoshimitsu et a été considéré comme trésor de famille par le Clan Takeda pendant les mille dernières années et on sait qu'il date d'avant le XVIe siècle. Les plus vieux drapeaux enregistrés datent de la période d'unification à la fin du XVIe siècle. Les drapeaux appartiennent alors à chaque Daimyō et on les porte principalement durant les batailles. La plupart d'entre eux sont de longues bannières habituellement avec un mon (armoiries familiales) du seigneur Daimyō. Chaque membre d'une même famille, qu'il soit fils, père, frère, possède des drapeaux différents à porter en bataille. Ils servent à l'identification, et se retrouvent sur le dos des soldats et leur cheval. Les généraux disposent également leurs propres drapeaux, souvent distincts de ceux de leurs soldats de par leur forme carrée.
En 1854, pendant le Shogunat Tokugawa, on exige des navires japonais qu'ils hissent le Hinomaru pour les différencier des navires étrangers. Avant ça, plusieurs types de drapeaux Hinomaru ont été utilisés sur les vaisseaux qui commercent avec les Américains et les Russes. Le Hinomaru a été officialisé en tant que pavillon marchand du Japon en 1870 et devient le drapeau national légal de 1870 à 1885, ce qui en fait le premier adopté par le Japon,.
Bien que l'idée de symboles nationaux apparaisse étrange aux Japonais, le Gouvernement Meiji en a besoin pour communiquer avec le monde extérieur. Cela devient spécifiquement important après le débarquement du commodore américain Matthew Perry dans la baie de Yokohama. D'autres élaborations du Gouvernement Meiji ont permis d'identifier davantage le Japon, dont l'hymne Kimi ga yo et le sceau impérial. En 1885, toutes les lois non publiées dans le Journal Officiel du Japon ont été abolies. À cause de cette décision du nouveau cabinet du Japon, le Hinomaru s'est retrouvé drapeau national de facto vu qu'aucune loi ne demeure en vigueur après la Restauration de Meiji.

### Premiers conflits et Guerre du Pacifique

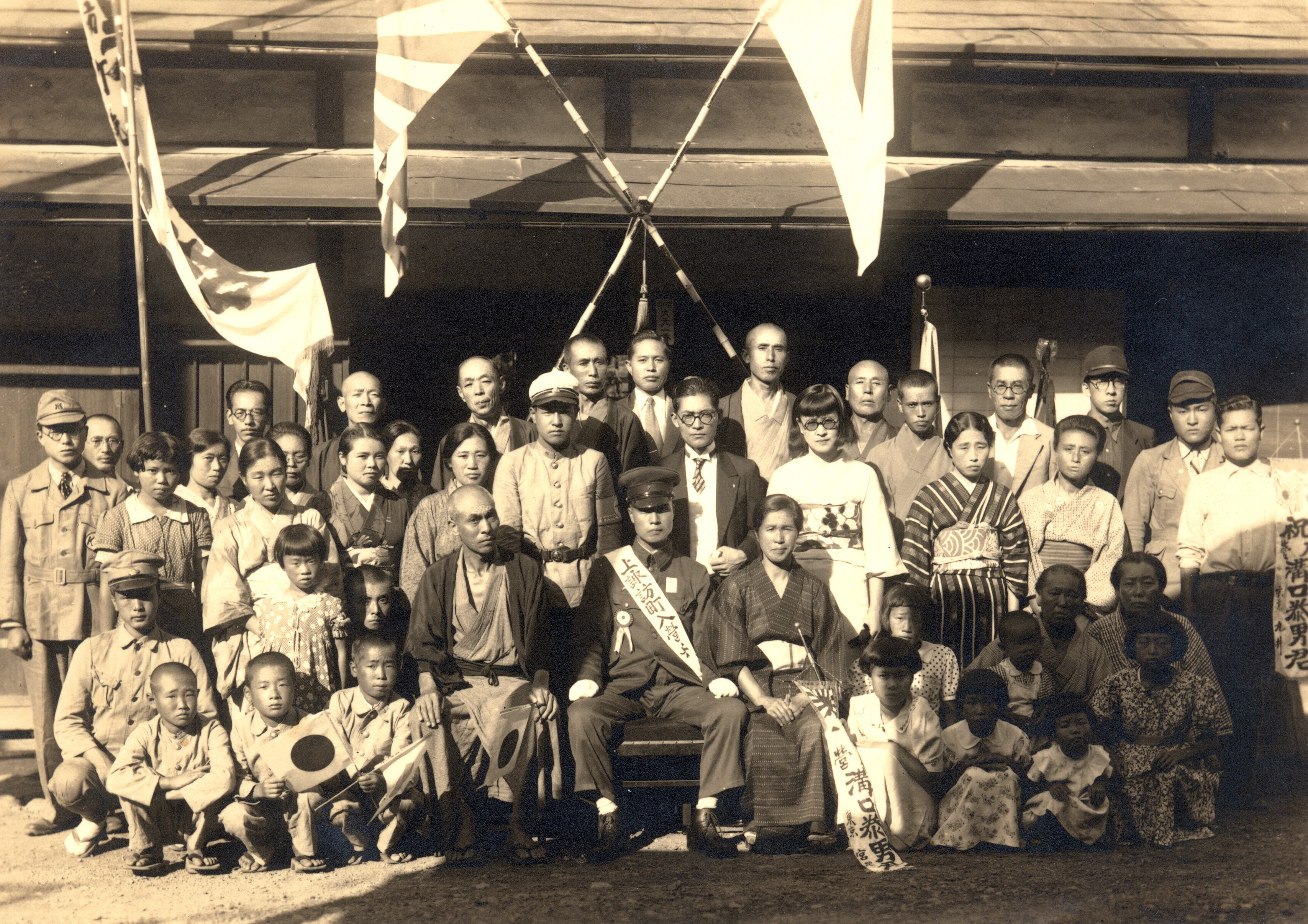
Photo des années 1930 d'un enrôlement militaire. Le Hinomaru flotte dans la maison et est tenu par plusieurs enfants.

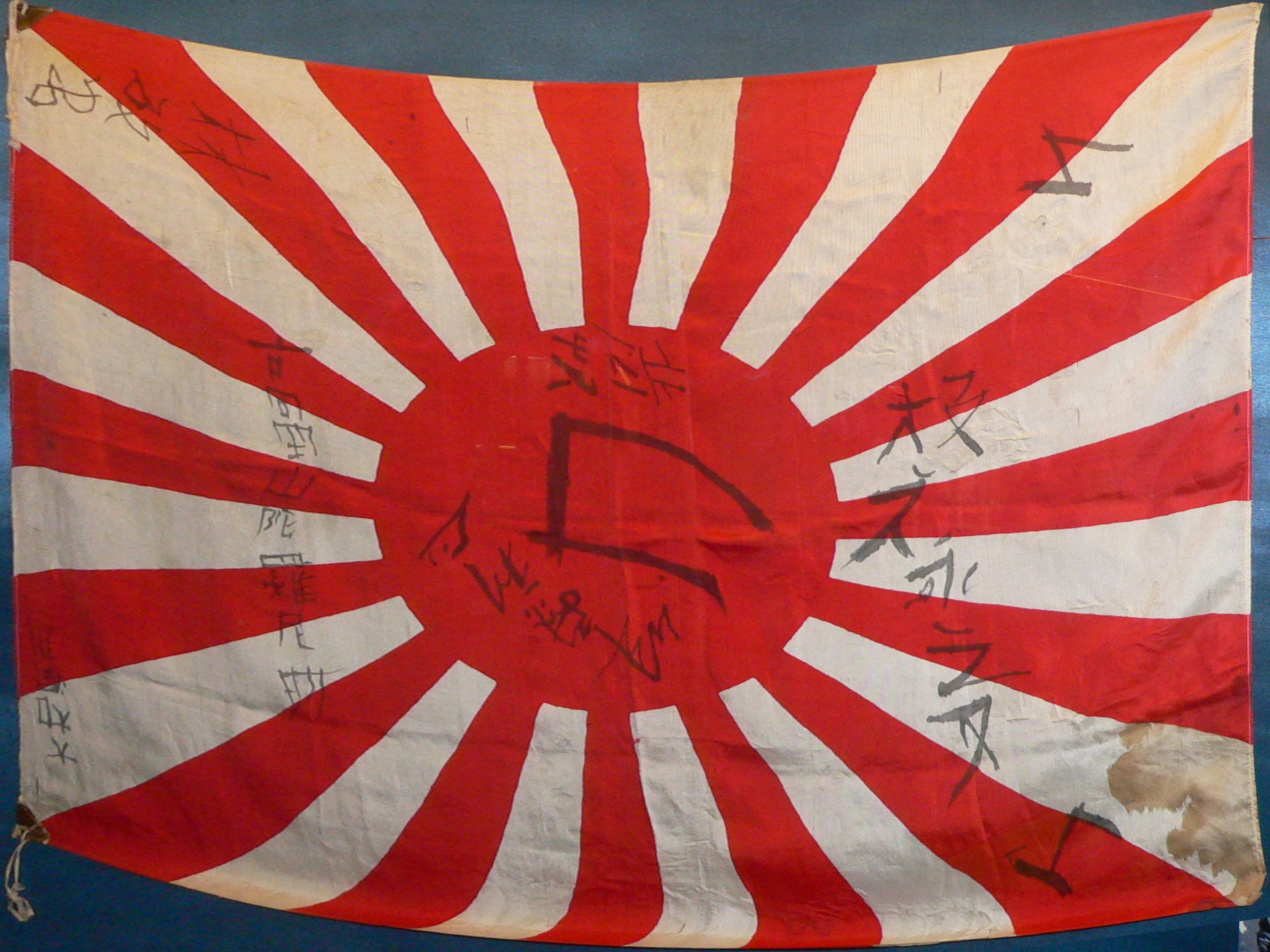
Drapeau de l'armée impériale (Seconde Guerre mondiale) portant des inscriptions des membres de son unité.

L'utilisation du drapeau national se répand avec les velléités du Japon à développer son empire, et le Hinomaru est présent lors des célébrations après les victoires dans les Guerres sino-japonaise et russo-japonaise au tournant du XXe siècle. Le drapeau a aussi servi pendant les efforts de guerre à travers le pays. Un film de propagande japonais de 1934 décrit les drapeaux nationaux étrangers comme incomplets ou ayant une composition défectueuse au contraire du drapeau japonais, en tout point parfait. En 1937, un groupe de filles de la préfecture de Hiroshima montrent leur solidarité avec les soldats japonais combattant en Chine durant la Seconde Guerre sino-japonaise, en mangeant des « repas-drapeaux » qui consistent en un umeboshi au centre d'un lit de riz. Le bentō Hinomaru devient le symbole principal de la mobilisation de guerre du Japon et de la solidarité à l'égard de ses soldats jusque dans les années 1940.

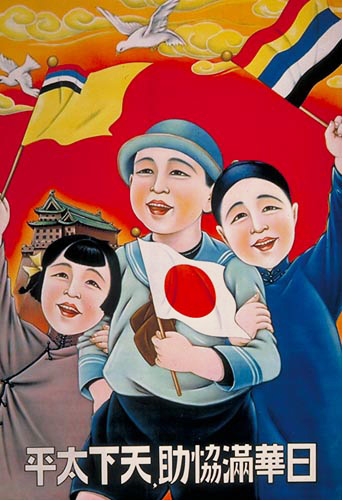
Poster de propagande promouvant l'harmonie entre Japonais, Chinois et Mandchous. La légende en chinois (à lire de droite à gauche) indique « Si le Japon, la Chine et le Mandchoukouo coopèrent, le monde sera en paix ».

Les victoires rapides du Japon dans la Guerre sino-japonaise redonnent à nouveau au Hinomaru sa popularité pendant les célébrations. On le voit dans les mains de tous les Japonais pendant les parades. Sur les manuels de cette période, on retrouve aussi le Hinomaru imprimé aux côtés de différents slogans exprimant la dévotion à l'Empereur et au pays. Le patriotisme y est enseigné comme étant vertueux aux enfants japonais. Les expressions du patriotisme, telles que dresser le drapeau ou louer l'Empereur quotidiennement, font toutes parties de ce que doit faire un « bon Japonais ».
Le drapeau est aussi un instrument de l'impérialisme japonais dans les zones occupées du sud-est asiatique pendant la Seconde Guerre mondiale : les gens sont obligés de l'utiliser, et les élèves doivent chanter l'hymne nationale japonaise Kimi ga yo pendant les cérémonies du lever de drapeau du matin. Les drapeaux locaux sont néanmoins tolérés dans certaines zones comme les Philippines, l'Indonésie et le Mandchoukouo,,. Dans certaines colonies telles que la Corée, le Hinomaru et les autres symboles sont utilisés pour reléguer les Coréens à un statut de seconde classe dans l'Empire. Pour les Japonais, le Hinomaru est le « drapeau du Soleil Levant qui éclaire l'obscurité du monde entier ». Pour les Occidentaux, c'est le plus puissant des symboles de l'armée japonaise.

### Pendant l'occupation américaine

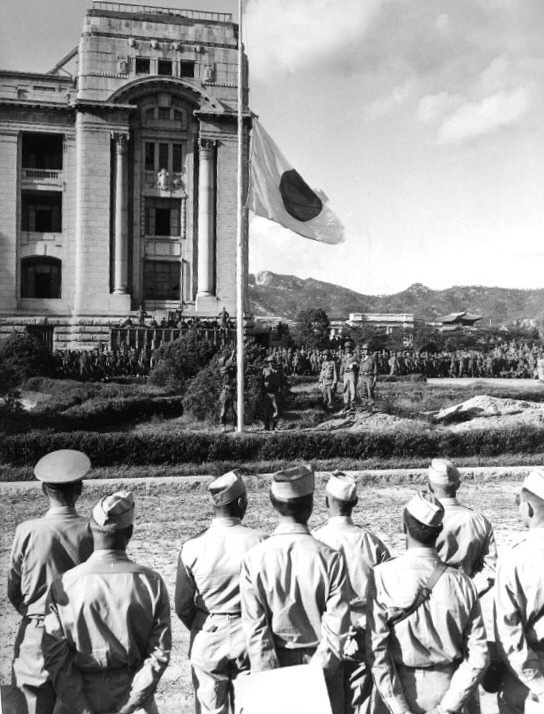
Le Hinomaru est baissé à Séoul, en Corée, le jour de la reddition du Japon, le 9 septembre 1945.

Le Hinomaru est le drapeau de facto durant la Seconde Guerre mondiale et la période d'occupation. Pendant l'occupation du Japon, il est nécessaire d'avoir une permission émanant de la SCAJAP pour hisser le Hinomaru,. Les sources diffèrent cependant sur le degré d'interdiction de ce drapeau, certaines utilisent le terme « interdit » tandis que d'autres tempèrent en exprimant des restrictions fortes mais sans interdictions directes,,.
Après la Seconde Guerre mondiale, un pavillon est utilisé par les navires civils japonais sous l'égide de la SCAJAP. Dérivé du signal maritime « E », ce pavillon est utilisé de septembre 1945 à la fin de l'occupation américaine. Les navires américains naviguant dans les eaux japonaises utilisent quant à eux un signal maritime « O » modifié.
Le 2 mai 1947, le Général Douglas MacArthur lève les restrictions sur le Hinomaru pour le bâtiment de la Diète nationale, le palais Impérial, la résidence du Premier Ministre et sur le bâtiment de la Cour suprême après que la nouvelle Constitution du Japon est ratifiée,. Les restrictions sont ensuite assouplies en 1948, quand les Japonais sont autorisés à hisser le drapeau pendant les jours fériés. En janvier 1949, les restrictions sont définitivement levées et les maisons et écoles sont alors encouragées, dès le début des années 1950, à hisser le Hinomaru.

### De l'après-guerre à 1999

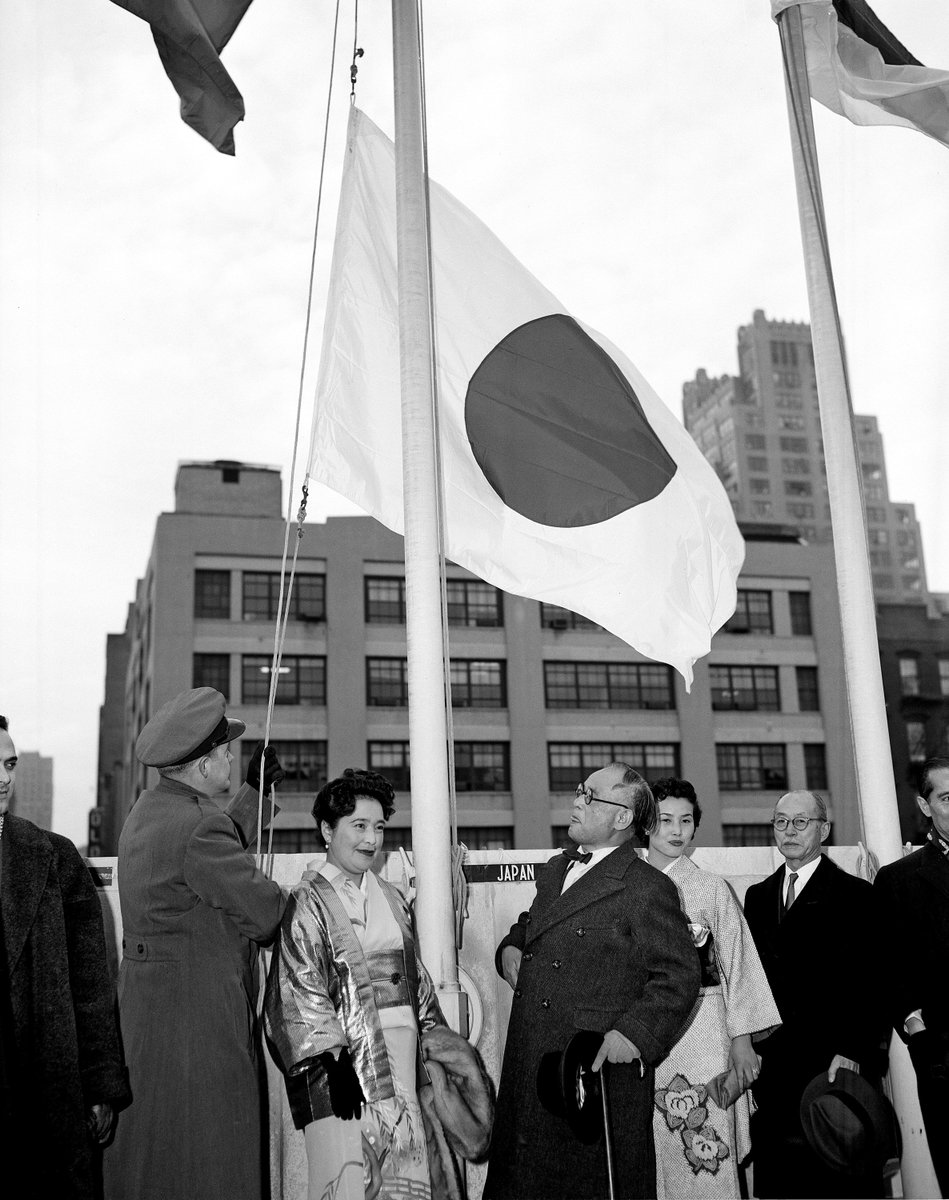
Le Hinomaru en train d'être levé au siège des Nations unies, à New York en 1956.

Depuis la Seconde Guerre mondiale, le drapeau du Japon a été critiqué pour son association avec le passé militariste de son pays. Des objections similaires ont aussi été lancées contre l'hymne national actuel du Japon, Kimi ga yo. Le sentiment sur les Hinomaru et Kimi ga yo représente un abandon général du sentiment patriotique du « Dai Nippon » – Grand Japon – au profit d'un « Nihon » pacifiste et anti-militariste. Vu le changement de logiciel idéologique, le drapeau est devenu moins populaire au Japon après la guerre même après la levée des restrictions par la SCAJAP en 1949,.
Quand le Japon commence à se rétablir diplomatiquement, le Hinomaru devient une arme politique outre-mer. Durant la visite de l'Empereur Hirohito et l'Impératrice Kōjun aux Pays-Bas, le Hinomaru est brûlé par des citoyens hollandais qui exigent leur retour immédiat au Japon ou leur procès pour les prisonniers de guerre hollandais morts durant la Seconde Guerre mondiale. Au pays, le Hinomaru n'est même plus utilisé dans les manifestations contre le nouvel accord sur le statut des forces armées (Status of Forces Agreement) en cours de négociation entre les États-Unis et le Japon. Le drapeau le plus souvent utilisé par les syndicats et autres manifestants devient le drapeau rouge de la révolution. Il y a à nouveau un problème avec le Hinomaru et l'hymne national quand se tiennent à Tokyo les Jeux olympiques d'été de 1964. Avant les Jeux, la taille du disque solaire du drapeau national est changée en partie car le disque solaire n'a pas l'air impressionnant quand il flotte avec les autres drapeaux nationaux. Tadamasa Fukiura, un spécialiste des couleurs, choisit de placer le disque solaire aux deux tiers de la largeur du drapeau. Fukiura choisit ses couleurs pour les Jeux de 1964 mais aussi ceux d'hiver de 1998 à Nagano.
En 1989, la mort de l'Empereur Hirohito soulève une nouvelle fois des problèmes moraux au sujet du drapeau national. Les Conservateurs pensent que si le drapeau peut être utilisé pendant les cérémonies sans rouvrir de vieilles blessures, ils auront une ouverture pour proposer que le Hinomaru devienne le drapeau national sans qu'on mette en doute sa signification. Durant la période de deuil officiel de six jours, les drapeaux flottent en berne ou drapés d'enveloppe noire à travers tout le Japon. En dépit des rapports indiquant que des manifestants ont vandalisé le Hinomaru le jour des funérailles de l'Empereur, l'autorisation faite aux écoles de hisser le Hinomaru en berne sans réserve est considérée comme un succès à mettre au compte des conservateurs.

### Depuis 1999

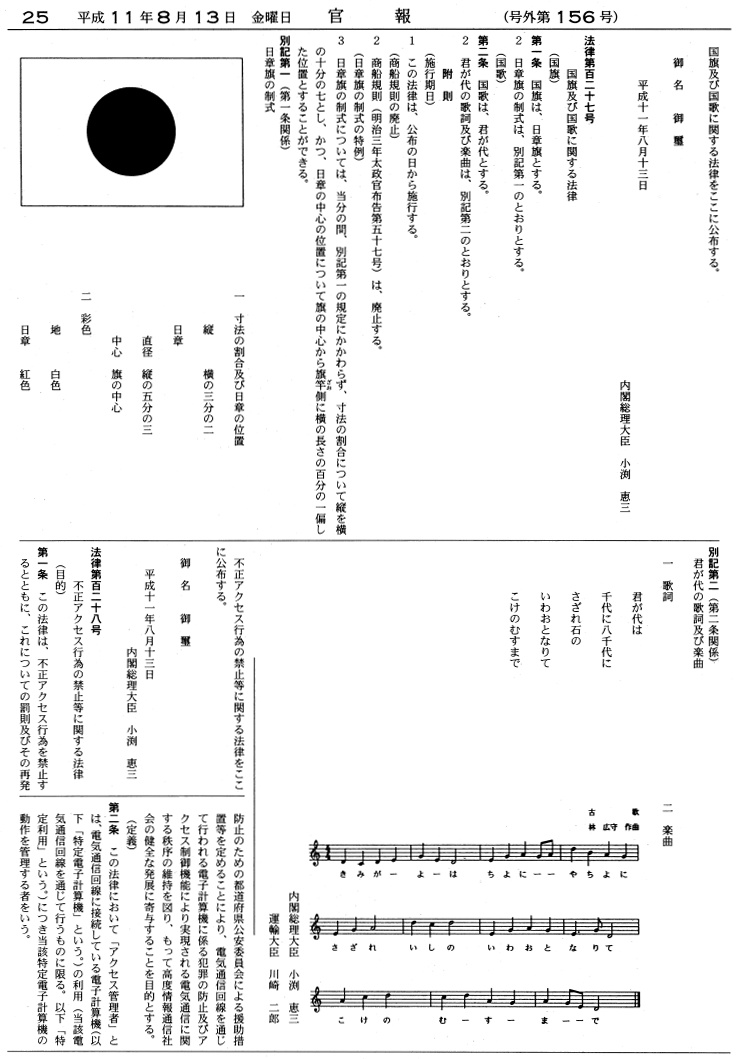
La loi relative aux drapeau et hymne nationaux dans le Journal Officiel du 15 août 1999.

La loi relative aux drapeau et hymne nationaux passe en 1999, adoptant à la fois le Hinomaru et le Kimi ga yo comme symboles nationaux du Japon. Le passage de la loi fait suite au suicide du principal de la Sera High School à Sera, Hiroshima, Ishikawa Toshihiro, impuissant face au conflit entre son conseil scolaire et ses professeurs sur l'utilisation du Hinomaru et du Kimi ga yo,. La loi est l'une des plus controversées passées par la Diète depuis celle de 1992 « concernant la coopération avec les forces de maintien de la paix et autres opérations des Nations unies », aussi appelée la « Loi de coopération pour la paix dans le monde ».
Le Premier ministre Keizō Obuchi du Parti libéral-démocrate (PLD) décide de présenter un avant-projet de loi pour faire des Hinomaru et Kimi ga yo les symboles officiels du Japon en 2000. Son Secrétaire général du Cabinet, Hiromu Nonaka, veut que la loi soit entérinée pour le 10e anniversaire du sacre d'Akihito en tant qu'Empereur. Ce n'est pas le premier projet de loi sur ce sujet. En 1974, dans le contexte du retour d'Okinawa au Japon en 1972 et du premier choc pétrolier, Le Premier ministre Tanaka Kakuei évoque déjà un projet de loi en cours pour légaliser l'emploi de ces deux symboles. En plus d'imposer aux écoles d'enseigner et jouer le Kimi ga yo, Kakuei veut aussi que les étudiants hissent le drapeau Hinomaru dans une cérémonie tous les matins, et que soit adopté un programme de moralité basé sur certains éléments du Rescrit impérial sur l'éducation signé par l'Empereur Meiji en 1890. Kakuei n'a pas réussi à faire passer la loi par la Diète cette année-là.
Les principaux soutiens de la loi sont le PLD et le Kōmeitō (« Parti pour un gouvernement éclairé »), et ses opposants comptent le Parti social-démocrate (PSD) et le Parti communiste (PC), qui soulignent les connotations fortes de ces symboles avec la guerre. Le PC va encore plus loin en refusant que le sujet soit même évoqué publiquement. De son côté, le Parti démocrate du Japon (PDJ) ne peut parvenir à un consensus sur la ligne à conduire en son sein. Le président du PDJ et futur Premier ministre Naoto Kan déclare que le PDJ doit soutenir la loi vu que le parti a déjà reconnu que ces deux symboles représentent le Japon. Le Secrétaire général adjoint et futur Premier ministre Yukio Hatoyama pense que la loi engendrera de nouvelles fractures dans la société et les écoles publiques. Paradoxalement, à la suite de jeux de parti, Hatoyama vote pour la loi tandis que Kan vote contre.
En effet, avant le vote, certains demandent que l'on sépare les lois à la Diète. Le professeur de l'Université Waseda, Norihiro Kato, déclara que le Kimi ga yo est un problème distinct et plus complexe que le drapeau Hinomaru. Des tentatives d'amendement pour désigner uniquement le Hinomaru comme symbole national par le PDJ et d'autres partis pendant le vote de la loi sont rejetées par la Diète. La Chambre des Représentants vota la loi le 22 juillet 1999, par 403 votes pour et 86 contre. Le projet de loi est envoyé à la Chambre des Pairs le 28 juillet et voté le 9 août. Il est promulgué dans la loi le 13 août.
Le 8 août 2009, une photographie est prise au rassemblement du PDJ pour l'élection de la Chambre des Représentants montrant une bannière suspendue d'un plafond. La bannière est composée de deux drapeaux Hinomaru découpés et cousus ensemble pour constituer la forme du logo PDJ. Cela rend furieux le PLD et le Premier ministre Taro Aso, clamant que cet acte est impardonnable. Le président du PDJ Yukio Hatoyama (qui a voté la Loi) réplique que la bannière n'est pas le Hinomaru et qu'on ne doit donc pas la regarder comme telle.

## Dimensions et composition

Dessin d'ensemble.

La Proclamation no 57 du Premier Ministre, adoptée en 1870, contient deux dispositions relatives au drapeau national. La première disposition spécifie qui peut le hisser et comment battre pavillon ; la seconde décrit sa construction. Ses dimensions sont de sept unités de hauteur pour dix unités de largeur (7:10). Le diamètre du disque rouge, qui représente le soleil, est égal aux trois cinquièmes de la largeur totale. La loi décrète que le disque doit être centré, mais il est en pratique décalé d'un centième d'unité (1/100) vers la hampe,. Des réglementations portant sur la conception des emblèmes et autres pavillons navals marchands sont adoptées le 3 octobre de la même année. Pour le pavillon marchand, les proportions sont de deux unités de hauteur sur trois de largeur (2:3). La taille du disque ne change pas, mais il est décalé d'un vingtième d'unité (1/20) vers la hampe.
Quand la Loi relative aux drapeau et hymne nationaux passe en 1999, les dimensions du drapeau sont légèrement altérées. Le drapeau adopte un ratio global de deux tiers (2:3). Le disque rouge bascule vraiment au centre, mais sa surface reste identique. Le fond du drapeau est blanc et le disque solaire est rouge (紅色, beni iro), mais les teintes exactes n'ont pas été définies dans la loi de 1999. Le seul élément concernant la couleur rouge est que ce rouge doit être « profond ».
Émises par l'Agence japonaise de la Défense (désormais Ministère japonais de la Défense) en 1973 (Shōwa 48), les spécifications décrivent que la couleur rouge du drapeau est 5R 4/12 et que le blanc est N9 sur le nuancier de Munsell. Le document a été mis à jour le 21 mars 2008 (Heisei 20) pour aligner la confection du drapeau avec la législation en cours et mettre à jour les couleurs de Munsell. Le document liste la fibre acrylique et le nylon comme fibres pouvant servir dans la confection de drapeaux à usage militaire. Pour l'acrylique, la couleur rouge devient 5.7R 3.7/15.5 et le blanc N9.4 ; quant au nylon, il aura 6.2R 4/15.2 pour le rouge et N9.2 pour le blanc. Dans un document créé par l'Aide publique au développement du Japon, la couleur rouge pour son Hinomaru et son logo est décrite comme DIC (Dainippon Ink & Chemicals) 156 et CMJN 0-100-90-0. Lors des délibérations sur la loi relative aux drapeau et hymne nationaux, a été suggérée l'utilisation d'une teinte rouge vif (赤色, aka iro) ou issue du système de couleurs du Japanese Industrial Standard.
| Couleur | ● Rouge    | ● Blanc       |
| ------- | ---------- | ------------- |
| HTML    | #BC002D    | #FFFFFF       |
| RVB     | 188, 0, 45 | 255, 255, 255 |
| Pantone | Strong red | White         |

| Couleur officielle (blanc) | Couleur officielle (rouge) | Système de couleurs | Source                                                             | Année | URL    |
| -------------------------- | -------------------------- | ------------------- | ------------------------------------------------------------------ | ----- | ------ |
| N9                         | 5R 4/12                    | Munsell             | DSP Z 8701C                                                        | 1973  | [ 68 ] |
| N/A                        | 156                        | DIC                 | Directives sur le logo ODA                                         | 1995  | [ 69 ] |
| N/A                        | 0-100-90-0                 | CMYK                | Directives sur le logo ODA                                         | 1995  | [ 69 ] |
| N/A                        | 186 Couché                 | Pantone             | Album des pavillons nationaux et des marques distinctives          | 2000  | [ 74 ] |
| N/A                        | 0-90-80-5                  | CMYK                | Album des pavillons nationaux et des marques distinctives          | 2000  | [ 74 ] |
| N9.4 (Acrylique)           | 5.7R 3.7/15.5 (Acrylique)  | Munsell             | DSP Z 8701E                                                        | 2008  | [ 68 ] |
| N9.2 (Nylon)               | 6.2R 4/15.2 (Nylon)        | Munsell             | DSP Z 8701E                                                        | 2008  | [ 68 ] |
| N/A                        | 032 Couché                 | Pantone             | Guide du Protocole des Jeux olympiques d'été de 2008 – Flag Manual | 2008  | [ 75 ] |

## Utilisations et traditions

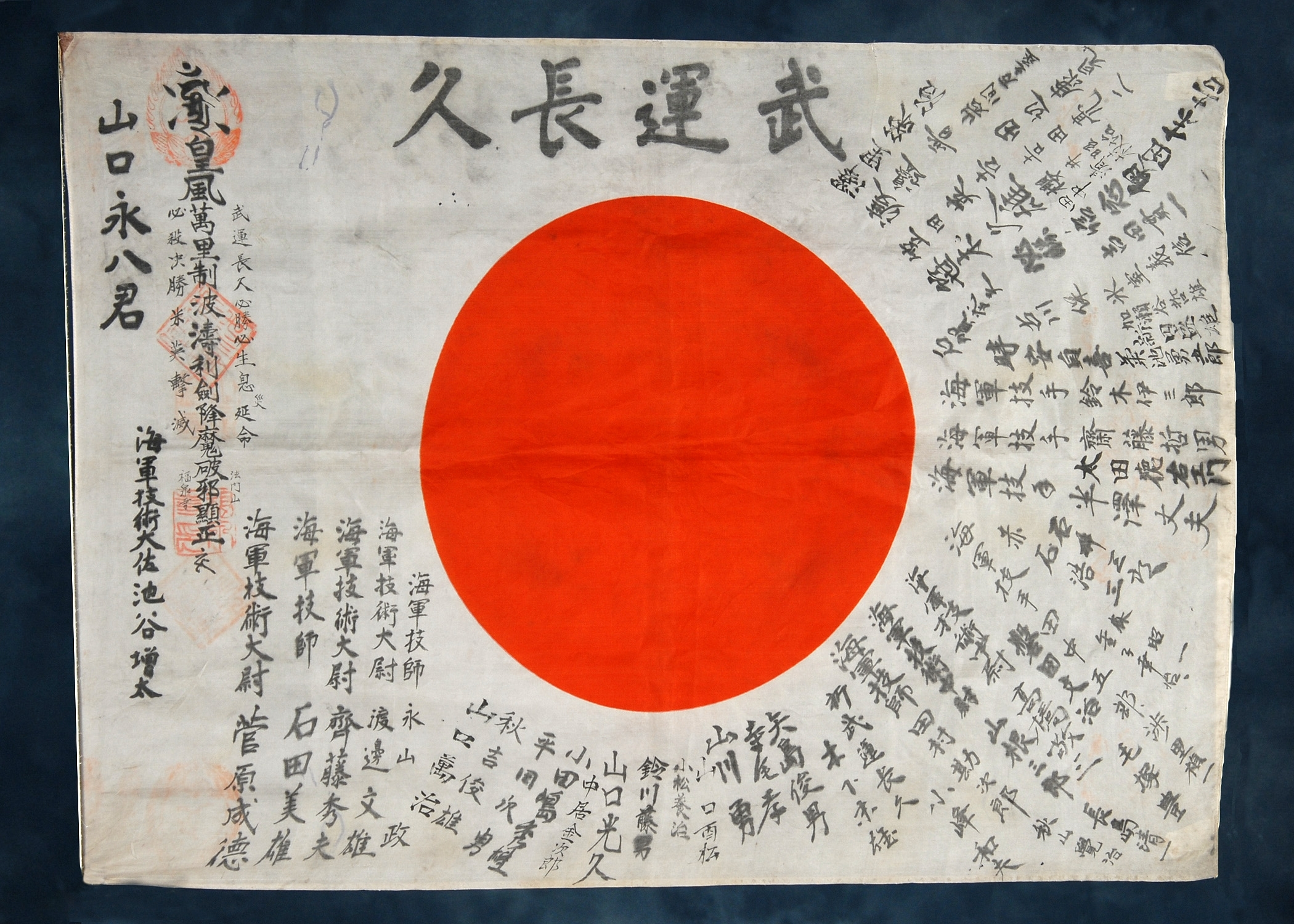
Le Hinomaru Yosegaki du soldat japonais Eihachi Yamaguchi.

Quand le Hinomaru est présenté pour la première fois, le gouvernement oblige les citoyens de saluer l’Empereur avec. Il y a un certain ressentiment de la part des japonais envers le drapeau et il en résulte quelques protestations. Le drapeau met du temps avant d’être accepté par le peuple.
Pendant la Seconde Guerre mondiale, une coutume populaire consiste à offrir à un soldat appelé un Hinomaru signé par sa famille, ses amis et ses camarades de classes. Le drapeau est aussi utilisé en tant que porte-bonheur et comme prière portant le souhait de voir le soldat revenir sain et sauf de la bataille. Un des termes utilisé pour ce type de porte-bonheur est Hinomaru Yosegaki (日の丸寄せ書き). En accord avec la tradition, aucune écriture ne doit toucher le disque solaire. Après les batailles, ces drapeaux sont souvent capturés ou trouvés plus tard sur les corps des soldats japonais tués au combat. Alors qu'ils sont devenus des souvenirs, une tendance grandissante consiste à les renvoyer aux descendants des soldats auxquels ils ont appartenu.
La tradition de signer le Hinomaru pour qu’il devienne un porte-bonheur se perpétue mais de manière limitée. Le Hinomaru Yosegaki peut être exhibé lors d’événements sportifs, notamment pour encourager l’équipe nationale japonaise. Un autre exemple d’utilisation est le hachimaki, un bandeau que les japonais portent autour de leurs têtes, qui est de couleur blanche avec le soleil rouge en son centre. Pendant la Seconde Guerre mondiale, les phrases « victoire certaine » (必勝, hisshō) ou « sept vies » sont écrites sur les hachimaki portés par les kamikazes. Cela démontre la volonté des pilotes de mourir pour leur pays.
Avant la Seconde Guerre mondiale, toutes les maisons doivent dresser le Hinomaru lors des fêtes nationales. Depuis la guerre, l’exposition du drapeau du Japon est la plupart du temps limitée aux bâtiments ayant un lien avec les gouvernements locaux ou nationaux comme les mairies. Les habitations ou les bâtiments commerciaux ne le dressent que dans de rares cas. Bien que le gouvernement japonais encourage les citoyens à faire flotter le Hinomaru pendant les fêtes nationales, aucune loi ne les oblige à le faire. Depuis l’anniversaire de l’Empereur le 23 décembre 2002, la JR Kyushu a déployé le Hinomaru dans 330 gares.
Depuis 1995, l'Aide publique au développement utilise le dessin du Hinomaru dans son logo officiel. Le design lui-même n'a pas été créé par le gouvernement (le logo a été choisi parmi 5000 dessins soumis par le public) mais le gouvernement essaie d'augmenter la présence du Hinomaru dans leurs plan d'aide et programmes de développement. Selon l'Aide publique au développement, l'utilisation du drapeau est la manière la plus efficace de symboliser le support fourni aux Japonais.

## Perception actuelle

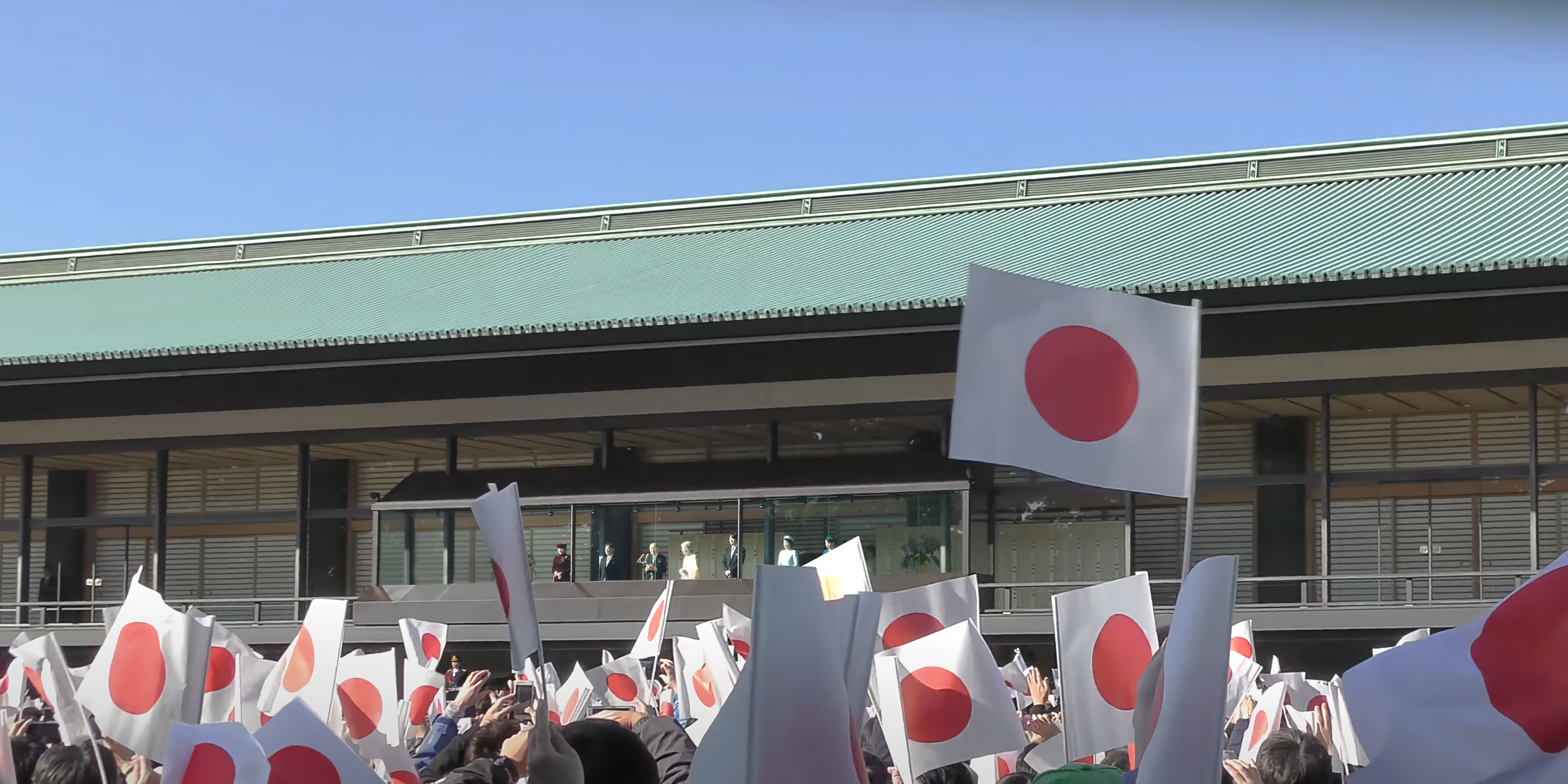
L'Empereur Akihito se prépare à accueillir la foule agitant des drapeaux au Palais Impérial pour son anniversaire, le 23 décembre 2017.

Selon des sondages d'opinion conduits par des médias de masse, la plupart des Japonais considèrent le drapeau du Japon comme le drapeau national avant le passage de la loi relative aux drapeau et hymne nationaux en 1999. Néanmoins, il y a quand même eu des controverses autour de l'utilisation du drapeau dans les événements et matériels scolaires. Ainsi, les journaux orientés plutôt à gauche comme le Asahi Shinbun et Mainichi Shinbun ont souvent publié des articles critiques sur le drapeau du Japon, conformes aux orientations politiques de leur lectorat. Pour les autres Japonais, ce drapeau représente le temps où la démocratie a disparu, quand le Japon était encore un empire.
Mettre en avant le Hinomaru chez soi ou au travail fait aussi l'objet de débats dans la société japonaise. À cause de l'association du Hinomaru avec les activistes d'Uyoku dantai (extrême droite), les politiques réactionnaires, ou encore le hooliganisme, des foyers et des entreprises ont refusé de le voir flotter. Il n'y a aucune obligation de faire flotter le drapeau pendant les jours fériés ou autres événements. La ville de Kanazawa a proposé en septembre 2012 que des fonds gouvernementaux servent à en acheter dans le but de promouvoir auprès des citoyens le fait de l'agiter pendant les jours fériés. Le Parti communiste japonais s'oppose fortement au drapeau.
Le Hinomaru est perçu négativement dans les anciennes colonies du Japon mais aussi à l'intérieur du Japon, comme à Okinawa. Un exemple notable a eu lieu le 26 octobre 1987, quand un propriétaire de supermarché d'Okinawa, Shōichi Chibana, a brûlé le Hinomaru au démarrage du Kokutai (festival national des sports). Il a brûlé le Hinomaru pour non seulement montrer son opposition aux atrocités commises par l'armée japonaise et la présence continue des forces américaines, mais aussi pour empêcher qu'il soit montré au public. Parmi d'autres incidents à Okinawa on compte un drapeau déchiré pendant une cérémonie scolaire ou encore des étudiants qui refusent de l'honorer pendant qu'il est hissé au son du Kimi ga yo. Dans la ville de Naha, le Hinomaru a flotté pour la première fois depuis le retour d'Okinawa au Japon pour le 80e anniversaire de la ville en 2001. Dans la république populaire de Chine et la Corée du Sud, toutes les deux occupées jadis par le Japon impérial, l'adoption officielle en 1999 du Hinomaru a été accueillie par un retour de la droite politique et considérée comme une étape vers la remilitarisation. Le passage de la loi de 1999 a également coïncidé avec les débats autour du statut du sanctuaire Yasukuni, la coopération militaire entre les États-Unis et le Japon ainsi que la création d'un programme de défense antimissile. Dans d'autres nations que le Japon a occupées, la loi de 1999 a été diversement appréciée ou passée sous silence. À Singapour, l'ancienne génération entretient du ressentiment envers le drapeau, ce que ne partage pas la nouvelle génération. Le gouvernement des Philippines ne croit pas que le Japon revienne vers ses anciens travers militaristes, et trouve l'objectif de la loi de 1999 de formellement établir deux symboles nationaux (le drapeau et l'hymne) dans la loi totalement légitime, chaque État ayant le droit de créer ses propres symboles nationaux. Le Japon n'a pas de loi criminalisant le fait de brûler le Hinomaru, mais les drapeaux étrangers ne peuvent pas être brûlés au Japon,.

### Protocole

Croquis publié pour la Règle 1 de 1912 (Hisser un drapeau en deuil pour l'Empereur).

Selon le protocole, le drapeau peut flotter du lever au coucher du soleil ; les magasins et les écoles peuvent l'arborer de l'ouverture à la fermeture. Quand les drapeaux du Japon et d'un autre pays flottent ensemble, le drapeau japonais prend la position d'honneur et celui du pays invité se place à sa droite. Les deux doivent être de taille identique. Quand il y a plus d'un drapeau de pays étranger, celui du Japon est placé dans l'ordre alphabétique décrit par les Nations unies. Quand le drapeau n'est plus utilisable, il est habituellement brûlé en privé. La loi relative aux drapeau et hymne nationaux ne spécifie pas comment le drapeau doit être utilisé, mais plusieurs préfectures ont mis au point leur propre réglementation pour l'utilisation du Hinomaru et des autres drapeaux locaux,.
Le Hinomaru peut signifier le deuil de deux façons. La première est de le mettre en berne à mi-mât (半旗, Han-ki), comme dans de nombreux pays. Ainsi les bureaux du Ministère des Affaires étrangères le mettent en berne pendant les funérailles d'un chef d'État étranger. Une autre manière de marquer le deuil est de couvrir le poinçon sphérique d'une pièce de tissu noir et de placer un ruban noir au-dessus du drapeau, appelé aussi drapeau en deuil (弔旗, Chō-ki). Cette façon de faire date du 30 juillet 1912, à la mort de l'Empereur Meiji, quand le Cabinet a émis une ordonnance stipulant que le drapeau national doit être hissé en deuil au décès de l'Empereur. Le Cabinet a autorité pour la mise en berne du drapeau national.

### Au sein de l'école

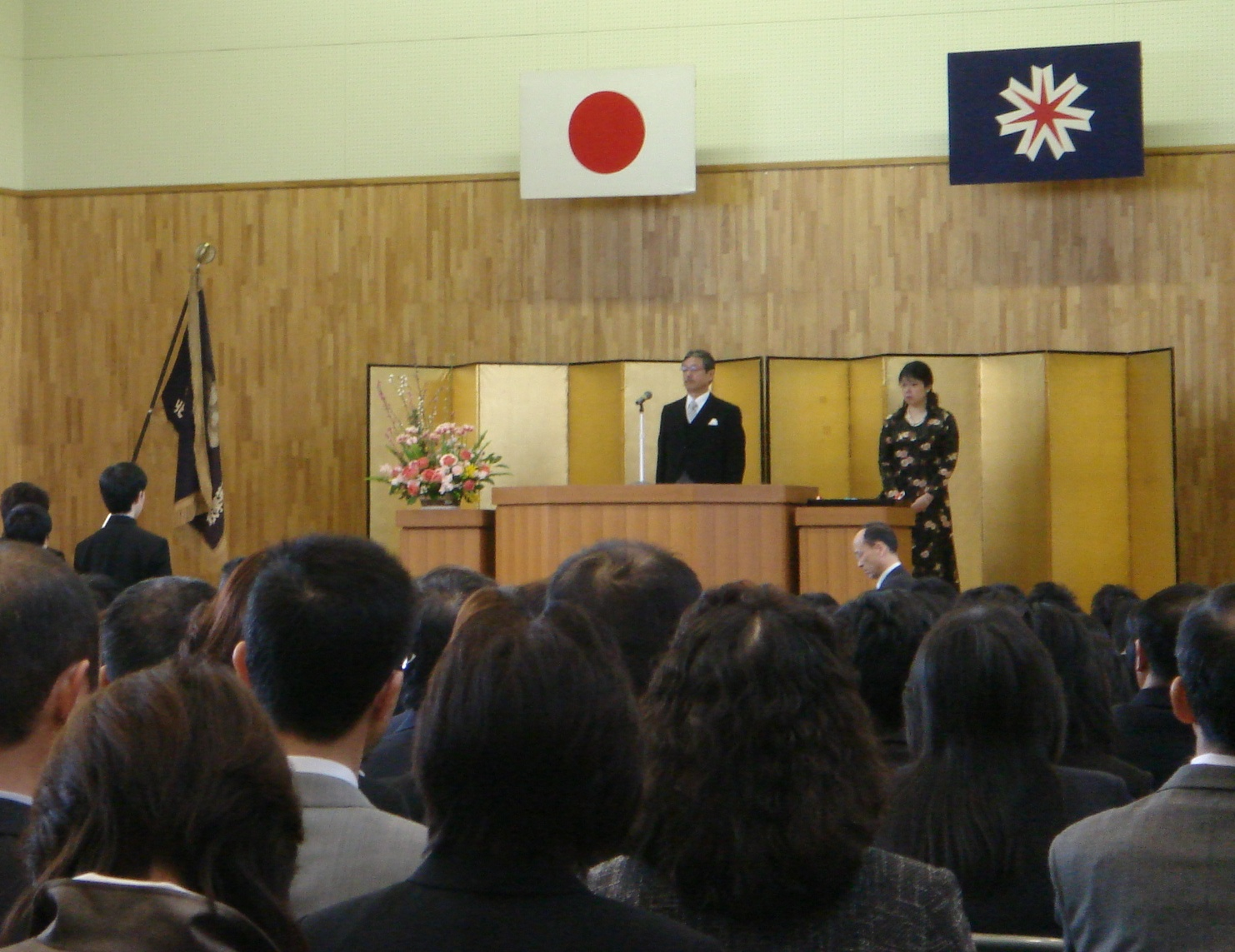
Une cérémonie de remise de diplôme sur l'île de Hokkaidō qui comporte le Hinomaru et les drapeaux de la préfecture de Hokkaidō.

Depuis la fin de la Seconde Guerre mondiale, le Ministère de l'Éducation a émis des déclarations et des règles pour promouvoir l'utilisation des Hinomaru et Kimi ga yo dans les écoles sous sa juridiction. La première déclaration en ce sens date de 1950, indiquant qu'il est souhaitable, mais pas obligatoire, d'utiliser ces deux symboles. Ce souhait a été plus tard étendu en ajoutant ces deux symboles aux événements officiels et jours fériés afin de rappeler aux étudiants les raisons derrière les jours fériés et promouvoir la Défense. Dans une réforme de 1989 sur les principes d'éducation, le gouvernement contrôlé par le PLD a d'abord exigé que le drapeau soit utilisé dans les cérémonies scolaires et soit dûment honoré tout comme le Kimi ga yo. Des sanctions contre les responsables scolaires qui ne respecteraient pas les consignes ont aussi été entérinées dans les réformes de la même année.
Le programme d'enseignement de 1999 publié par le Ministère de l'Éducation après le passage de la loi relative aux drapeau et hymne nationaux décrète que « lors des cérémonies d'accueil et de remise de diplôme, les écoles doivent hisser le drapeau du Japon et enjoindre aux étudiants de chanter le Kimi ga yo (hymne national), compte tenu de l'importance du drapeau et de la chanson. » De plus, le commentaire du ministère sur le programme scolaire pour l'école élémentaire précise que « vu l'avancée de la mondialisation, il faut encourager le patriotisme et la conscience d'être Japonais, et il est aussi important de demander une attitude respectueuse des élèves envers le drapeau du Japon et le Kimi ga yo jusqu'à ce qu'ils deviennent des citoyens japonais respectables dans une société globalisée. » Le ministère a entre autres affirmé que si les étudiants japonais ne peuvent pas respecter leurs propres symboles, ils ne pourront pas respecter les symboles des autres nations.
Les écoles sont au centre d'une polémique sur l'importance de ces deux symboles. Le Conseil scolaire de Tokyo requiert l'usage de l'hymne et du drapeau lors de tous les événements sous sa juridiction. L'ordonnance exige que les professeurs d'école respectent les deux symboles sous peine de sanction allant jusqu'au renvoi. De nombreuses critiques ont été émises, certains considérant que de telles règles enfreignent la Constitution du Japon, mais le Conseil a répliqué que puisque les écoles sont des agences gouvernementales, leurs employés ont une obligation d'enseigner à leurs élèves comment devenir de bons citoyens japonais. En signe de protestation, des écoles ont refusé de déployer le Hinomaru pendant la remise de diplôme, certains parents allant jusqu'à déchirer le drapeau. Des professeurs ont essayé sans succès de poursuivre judiciairement le Gouverneur de Tokyo Shintarō Ishihara et de hauts responsables contre l'ordre donné aux professeurs d'honorer le Hinomaru et le Kimi ga yo. Après un refus initial, le Syndicat des Professeurs du Japon accepte l'utilisation des drapeau et hymne ; ce n'est pas le cas des autres syndicats qui s'opposent à leur utilisation au sein du système scolaire.

## Drapeaux associés

### Drapeaux militaires

Actuel pavillon des forces navales de défense.

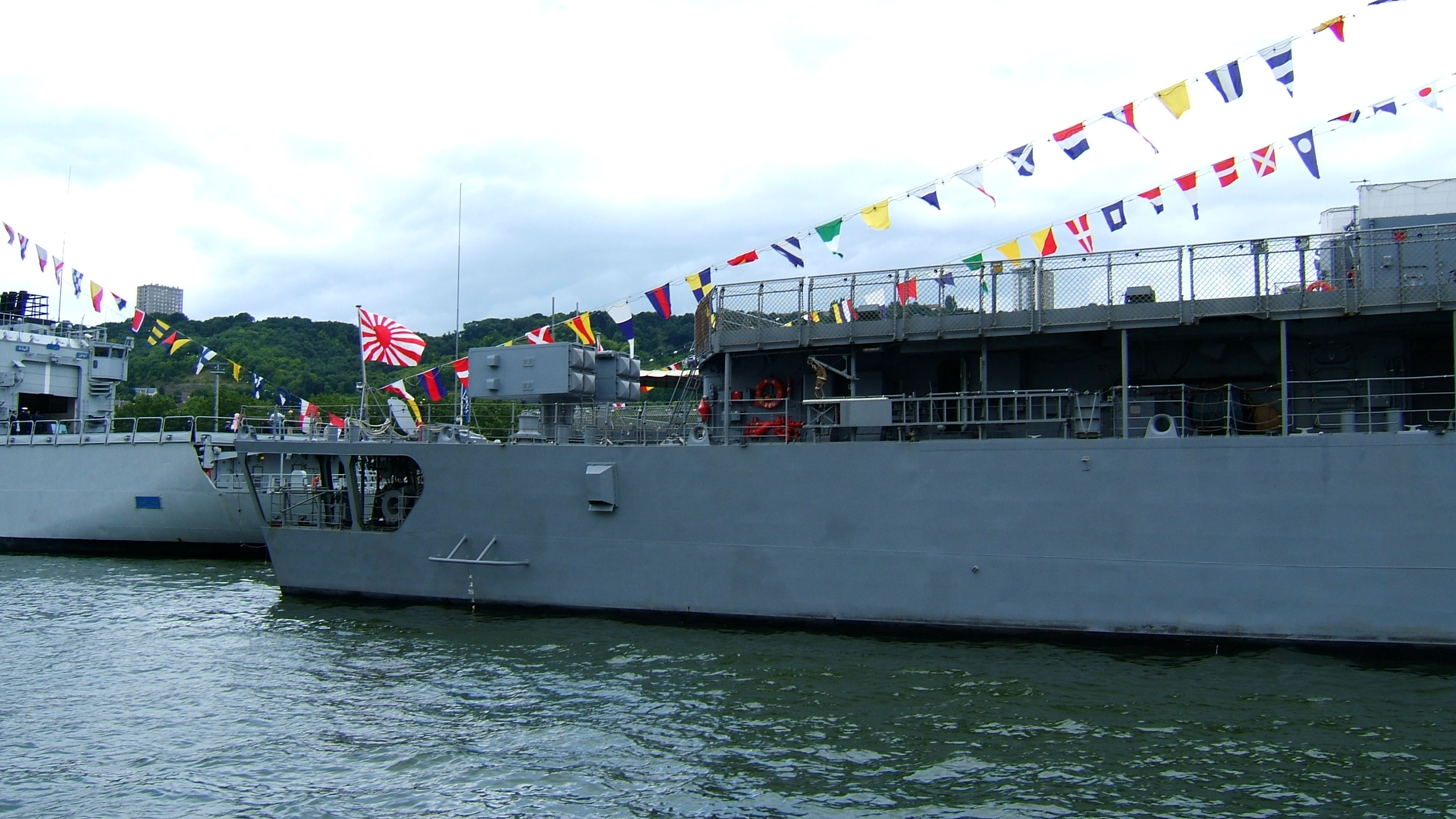
Le drapeau des forces navales de défense japonaises sur la poupe du navire-école Kashima des Forces navales d'autodéfense en 2008.

Étendard de l'Armée impériale japonaise.

Les Forces japonaises d'autodéfense (JSDF) et la Force terrestre d'autodéfense japonaise utilisent une variante du motif du disque solaire avec huit rayons s'éparpillant vers l'extérieur, appelés Hachijō-Kyokujitsuki (八条旭日旗). Une bordure dorée court partiellement autour des côtés. Une variante connue du motif du disque solaire est un disque solaire avec 16 rayons dans une forme de type Mire de Siemens, qui historiquement a aussi été utilisée par l'armée japonaise, en particulier l'Armée impériale japonaise et la Marine impériale japonaise. Le pavillon, appelé au Japon Jyūrokujō-Kyokujitsu-ki (十六条旭日旗), a d'abord été adopté en tant que drapeau de guerre le 15 mai 1870, et a servi jusqu'à la fin de la Seconde Guerre mondiale en 1945. Après avoir été interdit par le traité de San Francisco, il est réintroduit comme drapeau des forces terrestres (JGSDF) et navales de défense (JMSDF) depuis le 30 juin 1954. Dans les pays asiatiques voisins qui ont subi l'occupation du Japon, ce drapeau a encore une forte connotation négative. La JMSDF a aussi utilisé une flamme de guerre. D'abord adoptée en 1914 et réadoptée en 1965, la flamme de guerre contient une version simplifiée du pavillon naval au sommet de la hampe, avec le reste de la flamme en blanc. Son ratio varie entre 1:40 et 1:90.
La Force aérienne d'autodéfense japonaise (JASDF), indépendante depuis 1952, ne conserve que le disque solaire plein comme emblème. Il s'agit de la seule branche en service avec un emblème qui n'invoque pas la symbolique impériale des rayures. Néanmoins, cette branche possède un pavillon qui flotte sur les bases et pendant les parades. Cet emblème a été créé en 1972, ce qui en fait le troisième depuis la création de la JASDF. Ce pavillon contient l'emblème de la branche centré sur un fond bleu. Bien qu'il ne soit pas un drapeau national officiel, le drapeau de signal Z a joué un rôle majeur dans l'histoire navale japonaise. Le 27 mai 1905, l'Amiral Heihachirō Tōgō du Mikasa se prépare à engager la Flotte de la Baltique. Avant que la Bataille de Tsushima éclate, Togo hisse le drapeau Z sur le Mikasa et engage la flotte russe, remportant cette bataille pour le Japon. Le lever du pavillon indique à l'équipe que : « Le destin du Japon impérial dépend de cette bataille ; tous les bras vont se dresser et feront de leur mieux. » Le drapeau Z a aussi été dressé sur le porte-avions Akagi à la veille de l'attaque japonaise sur Pearl Harbor à Hawaï en décembre 1941.

Drapeau de guerre de l'Armée impériale japonaise (十六条旭日旗?).
Drapeau de la Force terrestre d'autodéfense japonaise (八条旭日旗?).
Pavillon naval (十六条旭日旗?)
Drapeau de la Force aérienne d'autodéfense japonaise (JASDF).
Cocarde de la JASDF.

### Drapeaux impériaux

Couleurs de l'Empereur japonais.

Depuis 1870, des drapeaux ont été créés pour l'Empereur japonais (à l'époque Meiji), l'Impératrice et d'autres membres de la famille impériale. Au départ, celui de l'empereur est décoré d'un soleil disposé au centre d'un motif artistique. Il a des drapeaux qui servent sur terre, en mer et quand il est dans un véhicule. La famille impériale en a aussi reçu à utiliser en mer et sur terre (un à pied et un pour les véhicules). Les drapeaux de véhicule affichent un chrysanthème monochrome, doté de 16 pétales, placé au centre d'un fond uni. Ils ont été interdits en 1889 quand l'Empereur a décidé d'utiliser le chrysanthème sur fond rouge comme emblème. Aux changements mineurs dans les teintes de couleur et les proportions près, les drapeaux adoptés en 1889 sont encore utilisés par la famille impériale,.
Le drapeau actuel de l'empereur est un chrysanthème de 16 pétales, doré, centré sur un fond rouge de ratio 2:3. L'Impératrice utilise le même, à l'exception de la forme en queue d'hirondelle. Le prince et la princesse héritiers ont quasiment le même, avec un chrysanthème plus petit et une bordure blanche au milieu. Le chrysanthème est associé au trône impérial depuis la règle de l'Empereur Go-Toba au XIIe siècle, mais il n'est devenu le symbole exclusif du trône impérial qu'en 1868.

### Drapeaux subnationaux

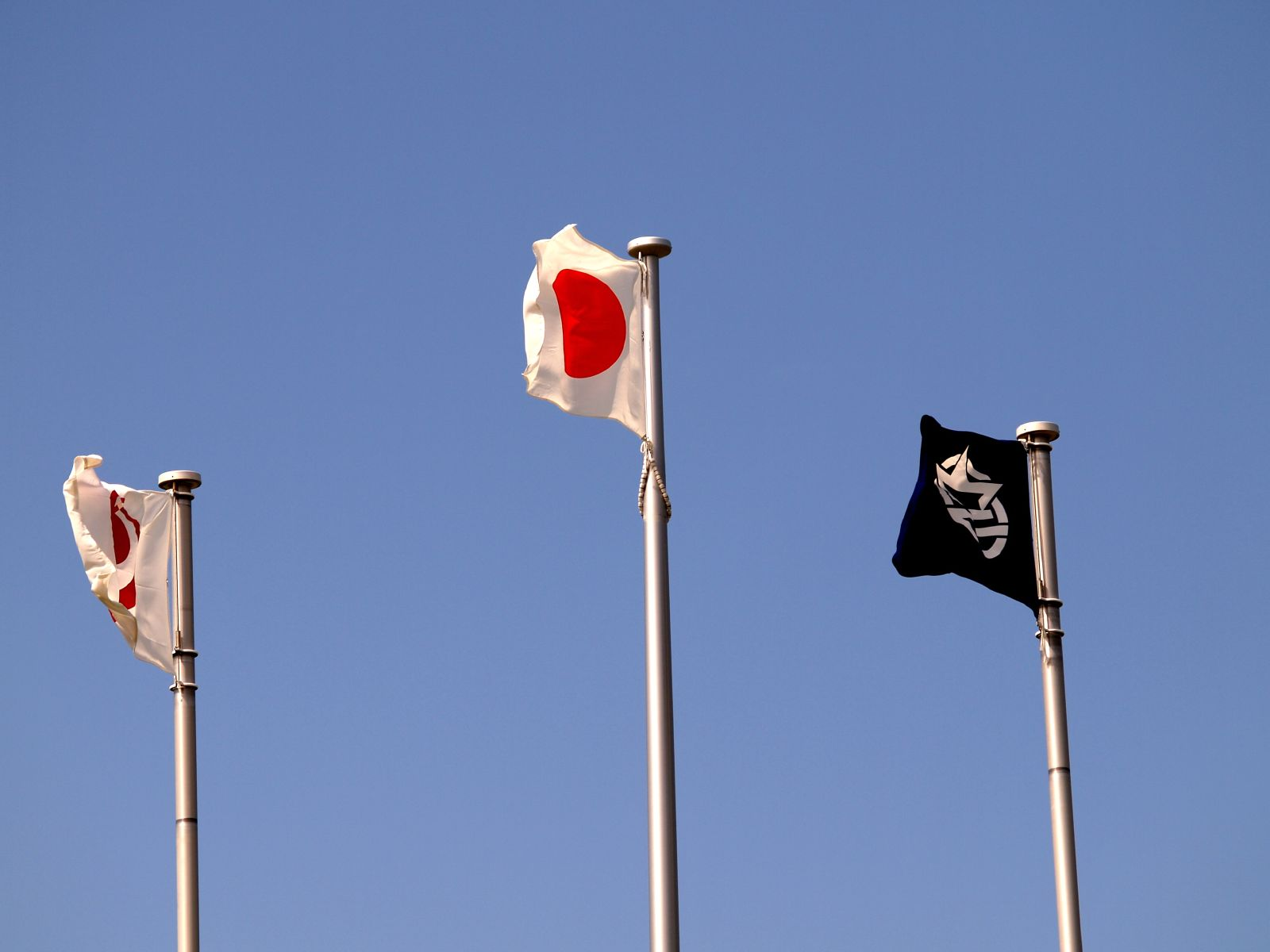
Le drapeau japonais flottant avec ceux des préfecture d'Okinawa et Urasoe.

Chacune des préfectures du Japon a un drapeau qui ressemble au drapeau national, composé d'un symbole, appelé mon, posé sur un fond uni (à l'exception de la préfecture d'Ehime, qui utilise un symbole sur un fond bicolore). Plusieurs drapeaux de préfecture, tels que ceux d'Hiroshima, calent leurs spécifications sur celles du drapeau national (ratio de 2:3, mon placé au centre, d'une taille de 3/5 des drapeaux). Certains mon affichent le nom de la préfecture en caractères japonais ; d'autres ont des esquisses stylisées de lieux ou de spécialités de la préfecture. Un exemple de drapeau de préfecture est celui de Nagano, où le caractère katakana ナ (na) apparaît en orange au centre d'un disque blanc. Une interprétation du mon est que le symbole na représente une montagne et le disque blanc un lac. La couleur orange représente le soleil tandis que le blanc représente la neige dans la région.
Les municipalités du Japon peuvent également adopter des drapeaux de leur choix. Les drapeaux de ville et de préfecture ont une composition similaire : un mon sur fond uni. On en retrouve aussi comme celui d'Amakusa dans la préfecture de Kumamoto : le symbole de la cité est composé ici du caractère katakana ア (a) entouré de vagues. Ce symbole est centré sur un drapeau blanc, avec un ratio de 2:3. Les emblème et drapeau de la ville ont tous les deux été adoptés en 2006.

### Drapeaux dérivés

Ancien drapeau de la Poste du Japon (1872-1887).

En plus des drapeaux militaires, plusieurs autres compositions de drapeau se sont inspirées du drapeau national. L'ancien drapeau de la Japan Post consiste en un Hinomaru avec une barre horizontale rouge au centre. Il y a également un fin anneau blanc autour du soleil rouge. Ce drapeau a été remplacé par un autre où le logo de la Poste (〒) figure en rouge sur fond blanc.
Les drapeaux de deux jeunes nations sont construits d'une manière similaire à celui du Japon : celui du Bangladesh et celui des Palaos. Le premier, adopté en 1972, représente un disque rouge décentré sur fond vert. Le second, adopté en 1981, représente également un disque décentré sur fond uni, mais le premier est jaune doré et le second, bleu azur. Bien que le drapeau japonais ne soit pas cité comme inspiration de celui des Palaos, son influence reste très plausible dans la mesure où le Japon a administré la région de 1914 à 1944.
Le pavillon naval japonais a aussi influencé d'autres compositions de drapeau, par exemple celle de l’Asahi Shinbun. Sur le côté bas du drapeau, un quart de soleil est visible. Le caractère kanji 朝 est affiché sur le drapeau, en blanc, couvrant quasiment tout le soleil. Les rayons partent du soleil, alternant rouge et blanc, cumulant au total 13 bandes,. Le drapeau est souvent utilisé lors des championnats nationaux lycéens de baseball, dont l’Asahi Shinbun est le principal sponsor. Les drapeaux de rang et les emblèmes de la Marine japonaise impériale basent aussi leur composition sur celui de l'emblème naval.

### Drapeaux similaires
- Drapeau du Bangladesh
- Drapeau de la Corée du Sud
- Drapeau des Palaos
- Drapeau du Groenland

#### Drapeaux, rites et symbolique
- (en) Harold Gresham Carr et Frederick Edward Hulme, Flags of the world [« Drapeaux du monde »], Londres ; New York, Warne, 1956 (lire en ligne) ;
- (en) Takashi Fujitani, Splendid Monarchy : Power and Pageantry in Modern Japan [« Splendide Monarchie : Pouvoir et cérémonial dans le Japon moderne »], Maison d'édition de l'Université de Californie, 1996, 305 p. (ISBN 978-0-520-21371-5, lire en ligne) ;
- (en) William Gordon, Flags of the World, Past and Present [« Drapeaux du monde, passé et présent »], Frederick Warne & Co., 1915 (lire en ligne) ;
- (en) James Hall, Illustrated Dictionary of Symbols in Eastern and Western Art [« Dictionnaire illustré des symboles dans les arts occidental et oriental »], Westview Press, 1996, 256 p. (ISBN 0-06-430982-7, lire en ligne) ;
- (en) Whitney Smith, Flag Lore Of All Nations [« Tradition du drapeau de toutes les nations »], Millbrook Press, 2001, 112 p. (ISBN 0-7613-1753-8, lire en ligne) ;
- (ja) Yoshiharu Takenaka, 知っておきたい国旗・旗の基礎知識 [« Fondamentaux du drapeau que vous devriez connaître »], Gifu Shimbun,‎ 2003 (ISBN 4-87797-054-1) ;
- (ja) Masami Yamazumi, 日の丸・君が代問題とは何か [« Quel est le problème avec le hinomaru et le kimi ga yo ? »], Otsuki Shoten,‎ 1988 (ISBN 4-272-41032-6).

#### Biographies
- (en) Mayumi Itoh, The Hatoyama dynasty : Japanese political leadership through the generations [« la Dynastie Hatoyama : une prééminence politique japonaise à travers les générations »], New York, Palgrave Macmillan, 2003, 286 p. (ISBN 1-4039-6331-2) ;
- (en) Stephen Large, Emperor Hirohito and Showa Japan : A Political Biography [« l'Empereur Hirohito et le Japon de la Shōwa : une biographie politique »], London/New York, Routledge, 1992, 249 p. (ISBN 0-415-03203-2, lire en ligne) ;
- (en) Simon Partner, Toshié : A Story of Village Life in Twentieth-Century Japan [« Toshié , l'Histoire de la vie d'un village dans le Japon du vingtième siècle »], Presse de l'Université de Californie, 2004, 195 p. (ISBN 978-0-520-24097-1, lire en ligne) ;
- (ja) Shinya Saito, 記者四十年 [« Quatorze Ans comme reporter »], Asahi Shimbun Publishing,‎ 1987 (ISBN 978-4-02-260421-7, lire en ligne) ;
- (ja) Shirou Tazagi, 梶山静六 : 死に顔に笑みをたたえて [« Seiroku Kajiyama : Louer le sourire sur un visage à l'agonie »], Kodansha,‎ 2004 (ISBN 4-06-212592-7, lire en ligne).

#### Société et économie
- (en) Harumi Befu (dir.), Ideology and Practice in Modern Japan [« Idéologie et pratique dans un Japon moderne »], Routledge, 1992 (ISBN 0-415-06102-4, lire en ligne), « Symbols of nationalism and Nihonjinron » ;
- (en) Harumi Befu, Hegemony of Homogeneity : An Anthropological Analysis of "Nihonjinron" [« Hégémonie de l'homogénéité : une analyse anthropologique du "nihonjinron" (singularité japonaise) »], Trans Pacific Press, 2001, 181 p. (ISBN 978-1-876843-05-2, lire en ligne) ;
- (en) Katarzyna Joanna Cwiertka, Modern Japanese Cuisine : Food, Power and National Identity [« Cuisine japonaise contemporaine : nourriture, pouvoir et identité nationale »], Reaktion Books, 2007, 240 p. (ISBN 978-1-86189-298-0 et 1-86189-298-5, lire en ligne) ;
- (en) David William Edgington, Japan at the Millennium : Joining Past and Future [« le Japon et le millénaire : au carrefour du passé et du futur »], Presse de l'Université de Californie à Berkeley, 2003 (ISBN 0-7748-0899-3, lire en ligne) ;
- (en) Bruce Feiler, Learning to Bow : Inside the Heart of Japan [« Apprendre à s'incliner : plongée dans le cœur du Japon »], Harper Perennial, 2004, 336 p. (ISBN 0-06-057720-7, lire en ligne) ;
- (en) Milton Meyer, Japan : A Concise History [« Japon : une histoire concise »], Rowman & Littlefield Publishing Group, 2009 (ISBN 978-0-7425-4117-7 et 0-7425-4117-7, lire en ligne) ;
- (en) William Newell, Japan in Asia : 1942–1945 [« le Japon en Asie : 1942-1945 »], Singapour, Presse de l'Université de Singapour, 1982, 123 p. (ISBN 9971-69-014-4, lire en ligne) ;
- (en) Abe Mark Nornes, Japanese documentary film : the Meiji era through Hiroshima [« Film documentaire japonais, de l'ère Meiji jusqu'à Hiroshima »], Minneapolis Minn., Presse de l'Université du Minnesota, 2003, 258 p. (ISBN 0-8166-4046-7, lire en ligne) ;
- (en) Emiko Ohnuki-Tierney, Kamikaze, Cherry Blossoms, and Nationalisms : The Militarization of Aesthetics in Japanese History [« Kamikazes, cerisiers en fleur et nationalismes »], University of Chicago Press, 2002, 439 p. (ISBN 978-0-226-62091-6, lire en ligne) ;
- (en) Elise Tipton, Modern Japan : A Social and Political History [« le Japon moderne, une histoire politique et sociale »], Routledge, 2002, 258 p. (ISBN 978-0-415-18538-7, lire en ligne) ;
- (en) Malcolm Trevor, Japan – Restless Competitor The Pursuit of Economic Nationalism [« Japon - un concurrent invétéré, à la poursuite du nationalisme économique »], Routledge, 2001, 274 p. (ISBN 978-1-903350-02-7, lire en ligne).

#### Éducation
- (en) Robert W Aspinall, Teachers' Unions and the Politics of Education in Japan [« les Syndicats de professeurs et la politique d'éducation au Japon »], State University of New York Press, 2001, 240 p. (ISBN 0-7914-5050-3, lire en ligne) ;
- (en) Yoshimitsu Khan, Japanese Moral Education : Past and Present [« Éducation morale japonaise : passé et présent »], Presse de l'Université Fairleigh Dickinson, 1998, 284 p. (ISBN 0-8386-3693-4, lire en ligne) ;
- (en) Kaori Okano et Motonori Tsuchiya, Education in Contemporary Japan : Inequality and Diversity [« l'Éducation dans le Japon contemporain »], Cambridge University Press, 1999, 270 p. (ISBN 978-0-521-62686-6, lire en ligne).

#### Droits et politique
- (en) Henry Dyer, Japan in World Politics : A Study in International Dynamics [« le Japon dans la politique mondiale : une étude des dynamiques internationales »], Blackie & Son Limited, 1909, 425 p. (ISBN 978-1-4021-0122-9, lire en ligne) ;
- (en) Roger Goodman et Ian Neary, Case Studies on Human Rights in Japan [« Études de cas sur les droits de l'homme au Japon »], Routledge, 1996, 309 p. (ISBN 978-1-873410-35-6, lire en ligne) ;
- (en) Takashi Inoguchi et Purnendra Jain, Japanese Foreign Policy Today : a reader [« Politique étrangère japonaise de nos jours »], New York, Palgrave Macmillan Ltd, 2000, 316 p. (ISBN 0-312-22707-8, lire en ligne) ;
- (en) Tetsuya Kataoka, Creating Single-Party Democracy : Japan's Postwar Political System [« Création d'une démocratie à parti unique : système politique du Japon d'après-guerre »], Hoover Institution Press, 1991, 173 p. (ISBN 0-8179-9111-5, lire en ligne) ;
- (en) Elihu Lauterpacht, International Law Reports [« Recueils de jurisprudence internationale »], Presse de l'Université de Cambridge, 2002, 748 p. (ISBN 978-0-521-80775-3, lire en ligne) ;
- (en) Wilhelm Röhl, History of law in Japan since 1868 [« l'Histoire du droit au Japon depuis 1868 »], vol. 12, Brill, 2005, 848 p. (ISBN 978-90-04-13164-4, lire en ligne), partie 5 ;
- (en) David Williams et Rikki Kersten, The Left in the Shaping of Japanese Democracy [« La gauche dans la construction de la démocratie japonaise »], Routledge, 2006 (ISBN 978-0-415-33435-8, lire en ligne).

#### Armées et militaires
- (en) Ronald H Carpenter, Rhetoric In Martial Deliberations And Decision Making : Cases And Consequences [« Rhétorique de la prise de décision et des délibérations martiales : cas et conséquences »], Maison d'édition de l'Université de Caroline du Sud, 2004, 259 p. (ISBN 978-1-57003-555-5, lire en ligne) ;
- (ja) Seinosuke Matoba, 陸軍と海軍 [« Armée et Marine »],‎ 1901 (lire en ligne) ;
- (ja) Yuuichi Takahashi, 海軍問答 [« Discussion de Marine »],‎ 1903 (lire en ligne) ;
- (en) Stephen Turnbull et Howard Gerrard, Ashigaru 1467–1649, Osprey Publishing, 2001 (ISBN 1-84176-149-4).

#### Divers
- (en) Michael Ashkenazi, Handbook of Japanese Mythology [« Manuel sur la mythologie japonaise »], Santa Barbara (Calif.), ABC-CLIO, 2003, 375 p. (ISBN 1-57607-467-6, lire en ligne) ;
- (en) John Borneman, Death of the father : an anthropology of the end in political authority [« la Mort du père : une anthropologie de la fin de l'autorité politique »], New York, Berghahn Books, novembre 2003, 240 p. (ISBN 1-57181-111-7, lire en ligne) ;
- (en) Patricia Buckley Ebrey, Anne Walthall et James Palais, East Asia : A Cultural, Social, and Political History [« Asie orientale : une histoire culturelle, sociale et politique »], Houghton Mifflin Harcourt Publishing, 2004, 528 p. (ISBN 0-547-00534-2, lire en ligne) ;
- (en) David Feldman, Do Elephants Jump? [« Est-ce que les éléphants sautent ? »], HarperCollins, 2004, 352 p. (ISBN 0-06-053913-5, lire en ligne) ;
- (en) Patrick Heenan, The Japan Handbook [« le Manuel du Japon »], Routledge, 1998 (ISBN 1-57958-055-6, lire en ligne) ;
- (en) J.A. Mangan, Gerry Finn, Richard Giulianotti et Boria Majumdar, Football Culture Local Conflicts, Global Visions [« Conflits locaux, visions globales de la culture du football »], Routledge, 2000, 306 p. (ISBN 978-0-7146-5041-8, lire en ligne) ;
- (en) Jean Gelman Taylor, Indonesia : Peoples and Histories [« Indonésie : Peuples et histoires »], Yale University Press, 2004, 420 p. (ISBN 0-300-10518-5, lire en ligne).

### Lois et règlements
- (ja) « 明治3年太政官布告第57号 », Cabinet du Japon,‎ 27 février 1870 (consulté le 6 février 2010) « Proclamation no 57 du Premier Ministre »
- (ja) « 明治3年太政官布告第651号 » [PDF], Bibliothèque nationale de la Diète,‎ 3 octobre 1870 (consulté le 6 février 2010) « Proclamation no 651 du Premier Ministre »
- (ja) « 大正元年閣令第一号　（大喪中ノ国旗掲揚方） », Cabinet du Japon,‎ 30 juillet 1912 (consulté le 6 février 2010) « Règle 1 de 1912 (Hisser le drapeau en deuil pour l'Empereur) »
- (ja) « 〇海上自衛隊の使用する航空機の分類等及び塗粧標準等に 関する達 » [PDF], Ministère de la Défense,‎ 24 décembre 1962 (consulté le 15 décembre 2009) « Normes de tailles, marquages et peintures utilisés sur un avion »
- (ja) « 広島県県章および県旗の制定 » [archive du 19 juillet 2011], Gouvernement de la préfecture de Hiroshima,‎ 16 juillet 1968 (consulté le 6 février 2010) « Loi relative aux drapeau et emblème de la préfecture de Hiroshima »
- (ja) « 自衛隊法施行令 », Cabinet du Japon,‎ 30 juin 1954 (consulté le 25 janvier 2008) « Ordre instituant la Loi sur les Forces d'autodéfense »
- (ja) « 国旗及び国歌に関する法律 (法律第百二十七号) », Cabinet du Japon,‎ 13 août 1999 (consulté le 6 février 2010) « Acte no 127, Loi relative aux drapeau et hymne nationaux »
- (ja) « 国旗及び国歌の取扱いについて », Police de la préfecture de Hokkaidō, 18 novembre 1999 (version du 6 mai 2008 sur Internet Archive) « Loi relative à l'utilisation des drapeau et hymne nationaux »
- (ja) « 国旗及び県旗の取扱いについて » [PDF], Police de la préfecture de Kanagawa,‎ 29 mars 2003 (consulté le 14 janvier 2010) « Loi relative à l'utilisation des drapeaux national et de la préfecture »
- (ja) « 天草市章 », Autorités d'Amakusa,‎ 27 mars 2003 (consulté le 6 février 2010) « Emblème d'Amakusa »
- (ja) « 天草市旗 », Autorités d'Amakusa,‎ 27 mars 2003 (consulté le 6 février 2010) « Drapeau d'Amakusa »
- (ja) « 自衛隊の旗に関する訓令 » [PDF], Ministère de la Défense,‎ 25 mars 2008 (consulté le 25 septembre 2009) « Règles sur le drapeau de la JASDF »
- (ja) « 海上自衛隊旗章規則 » [PDF], Ministère de la Défense,‎ 25 mars 2008 (consulté le 25 septembre 2009) « Règles sur les drapeaux et emblèmes de la JMSDF »